# Лятото на любовта
Любовно лято (на английски: The Summer of Love) е фраза, отнасяща се до лятото на 1967 година, когато около 100 000 млади хора, основно хипита, се събират в Сан Франциско, създавайки безпрецедентен феномен на културен и политически бунт. Хипитата се събират и в други градове като Ню Йорк, Лос Анджелис, Атланта, Чикаго и по цяла Европа, но Сан Франциско се превръща в епицентър на хипи революцията – място за музика, наркотици, сексуална освободеност, политическо несъгласие и независимо творчество. Това събитие става определящо за 1960-те години и засилва популярността на хипи движението
Песента San Francisco (Be Sure to Wear Flowers in Your Hair), изпълнявана от Скот Макензи, се превръща в символ на Любовно лято и хит номер едно в Англия и Ирландия. Песента започва с думите „Ако отиваш в Сан Франциско, не забравяй да сложиш цвете в косите си...“ (If you're going to San Francisco be sure to wear some flowers in your hair...).